# Friedrich Eichberg
Friedrich Eichberg (* 10. September 1875 in Wien; † 1941 in Ann Arbor, Michigan) war ein österreichischer Maschinenbauingenieur und Industriemanager.
Von 1892 bis 1896 studierte er Maschinenbau an der Technischen Hochschule Wien, war anschließend bis 1899 dort wissenschaftlicher Assistent von Adalbert von Waltenhofen und promovierte zum Dr. techn.
Von 1900 bis 1904 entwickelte er in Berlin gemeinsam mit dem Ingenieur Gabriel Winter den Winter-Eichberg-Motor, einen Kommutatormotor mit Ankererregung (Repulsionsmotor). Dieser wurde 1904 bei den Lokomotiven der ersten Wechselstrom-Eisenbahnstrecke Österreichs eingesetzt, der Stubaitalbahn. Er trat für eine Elektrifizierung der Bahn mit 25 Hz ein.
Ab 1904 war Eichberg in der Bahnfabrik der Union Elektricitäts-Gesellschaft tätig, die im gleichen Jahr (am 27. April 1904) mit der AEG fusionierte. 1912 wechselte er zur Linke-Hofmann-Werke AG, deren Vorstandsvorsitzender er bis 1928 war. Ab 1921 war er außerdem Mitglied des Vorstands der AEG und später des Aufsichtsrats.
Er hatte zahlreiche weitere Mandate in Aufsichtsräten inne, so bei der Darmstädter und Nationalbank KGaA, der Stahl- und Walzwerk Hennigsdorf AG, der Mitteldeutsche Stahlwerke AG, der Vereinigte Oberschlesische Hüttenwerke AG, der Deutscher Eisenhandel AG, der Industriebau Held & Francke AG, der Preußengrube AG, der Bank elektrischer Werte AG, der Deutsche Werft AG, der Charlottenhütte, der Rheinmetall AG, der Breslauer Messe-AG und dem Victoria-Versicherungskonzern.
Eichberg wurde mit den Ehrendoktorwürden eines Dr.-Ing. E. h. und eines Dr. med. h. c. ausgezeichnet.
1938 gelang ihm als Jude die Ausreise in die USA.